# Cirilo de Alejandría
Cirilo de Alejandría (Alejandría, c. 370/3 - ibíd., 444) fue un eclesiástico romano, natural de Egipto, Patriarca de Alejandría desde 412 hasta su muerte.
Sobrino del obispo Teófilo de Alejandría, acompañó a su tío al Sínodo de la Encina (403), en el cual fue depuesto Juan Crisóstomo. Más tarde sucedió a su tío como obispo y patriarca de la sede alejandrina (412). Muchos se opusieron a su nombramiento, quizá por su genio impaciente y dominador. Su episcopado se caracterizó por la presión contra judíos, paganos y otras confesiones cristianas, así como por sus roces con las autoridades imperiales y su lucha de poder con el Patriarcado de Constantinopla.
Sus obras atestiguan un conocimiento extenso, además de la Biblia y de los escritores eclesiásticos, de los autores no cristianos de su época. Parece ser que durante un tiempo se retiró al desierto, donde recibió de los monjes educación ascética, según se deduce de las cuatro cartas que le escribió Isidoro de Pelusio. Es considerado santo por las Iglesias Católica, Ortodoxa, y Copta.
En 1882 Cirilo fue proclamado doctor de la Iglesia por el Papa León XIII, quien al mismo tiempo atribuyó el mismo título a otro importante exponente de la patrística griega, san Cirilo de Jerusalén. Esta proclamación se basó en su firmeza al servicio de la doctrina y en la valentía demostrada en defensa de la verdad católica, en particular contra el supuesto error de Nestorio, patriarca de Constantinopla, por lo que corrió el riesgo de ser desterrado y durante algunos meses vivió la humillación de la cárcel: “Nosotros —escribió— por la fe de Cristo estamos dispuestos a padecerlo todo: Las cadenas, la cárcel, todas las incomodidades de la vida y la misma muerte”.

## Biografía
El 17 de octubre del año 412 sucede a su tío en el patriarcado alejandrino. Su episcopado continuó su feroz lucha de poder entre las sedes de Alejandría y Constantinopla, pero además se caracterizó por un nuevo aumento de la presión contra paganos, herejes y judíos (tras la calma de los últimos años de Teófilo) y sus roces con el poder imperial. Uno de sus primeros actos fue la persecución de los novacianos (a pesar de la existencia de un edicto imperial de tolerancia hacia ellos): ordenó cerrar por la fuerza sus iglesias, expulsándolos del país, y decomisó el patrimonio tanto eclesiástico como privado del obispo novaciano Teopento.
Cirilo persiguió también a los mesalianos (del sirio msaliyane: orantes), que ya habían sido declarados herejes en el sínodo de Side de Panfilia del año 390. Los mesalianos defendían la creencia que la salvación solo se puede ganar gracias a la continua oración.
En 414, Cirilo instigó una serie de motines antijudíos y expropió casi todas las sinagogas de la capital egipcia para convertirlas en iglesias cristianas. El Patriarca hizo comparecer ante sí a los principales líderes judíos, lo cual suscitó una revuelta nocturna de protesta ante tales actos. En respuesta a este suceso, una gran muchedumbre, dirigida por Cirilo, asaltó y destruyó la sinagoga principal y saqueó las propiedades de los judíos. Por último, el Patriarca desterró a los judíos de Alejandría involucrados en los disturbios, incluidos mujeres y niños, privados de su hacienda y de alimentación, en un número de, presuntamente, cien mil o incluso de doscientos mil.[cita requerida]
El prefecto Orestes se quejó ante el emperador Teodosio II por estos actos. Inmediatamente una horda de 500 monjes del desierto de Nitria partió hacia Alejandría para proteger al Patriarca, ante su inminente deposición. Al ver que el Prefecto estaba en un carro, los monjes se abalanzaron sobre él y uno de ellos, llamado Amonio, hirió de un golpe en la cabeza a Orestes. Amonio fue apresado, torturado y ejecutado. Cirilo rindió al atacante honores de mártir.
En 415 o 416 una turba de cristianos asesinó a la célebre filósofa Hipatia, maestra del prefecto Orestes. Debido a ello, durante siglos se ha acusado a Cirilo de ser el principal responsable de la muerte de la filósofa. El autor más cercano a los hechos, Sócrates Escolástico, indica que la muerte fue causa de oprobio para Cirilo y la iglesia de Alejandría, lo que sugiere una implicación del patriarca y su entorno en los hechos. La acusación aparece formulada con más claridad en la obra de Damascio, filósofo pagano del siglo VI que sufrió la persecución del emperador Justiniano I, y cuyo testimonio sobre Hipatia aparece recogido en la enciclopedia bizantina Suda. El obispo copto del siglo VII Juan de Nikiû confirma los hechos y justifica la muerte de Hipatia, a la que presenta como una bruja peligrosa, aunque no existe ningún escrito de la época de Hipatia que justifique tal acusación. El propio Cirilo reprochó a los alejandrinos su carácter levantisco y pendenciero en su homilía pascual del año 419. En 422 otra turba asesinó al sucesor de Orestes como prefecto imperial, Calisto.
Cirilo fue una figura de relieve por el desarrollo teológico de sus escritos, en especial por su defensa de la unión entre la divinidad y la humanidad de Jesús, frente a las tesis de Nestorio, que en el año 428 ascendió a la sede de Constantinopla. Cirilo aprovechó el error dogmático de Nestorio para deponerlo de su sede. Participó activamente en el Concilio de Éfeso (431), convocado por el emperador Teodosio II, y logró que se conservara a María el título de Theotokos: Madre de Dios. Cirilo presidió el Concilio bajo la autoridad el papa Celestino I.
Cirilo abrió las sesiones con 154 obispos de su partido sin esperar a que llegaran los obispos antioquenos. Ya tenía el apoyo de los obispos de Egipto, Grecia, Palestina, Creta y Asia menor cuando llegó a Éfeso. Sin el contingente de Antioquía presente y sin el propio Nestorio, quien rehusó aparecer en un concilio en el que su adversario era el presidente, el concilio depuso por contumacia al obispo de Bizancio. La segunda carta de Cirilo a Nestorio fue aprobada por todos los obispos, aunque sus 12 anatemas no fueron incluidas en la sentencia. Sirviéndose de sobornos durante el proceso, sus regalos fueron tan abrumadores que, de hecho, logró que el emperador Teodosio II, en principio contrario al patriarca alejandrino, cambiara de parecer, y acabara por deponer y desterrar a su rival dogmático. El concilio fue de los más unánimes de todos los concilios ecuménicos y duró una sola sesión.´

## Obra
Sus numerosas obras están recopiladas en 10 tomos de la Patrologia Graeca de Migne. Aun cuando no se opuso a las decisiones del Concilio de Nicea, tampoco era proclive al uso de la terminología admitida en ese sínodo debido, según afirmaba, a que se trataba de expresiones que no están contenidas en la Biblia y pertenecen más bien a la filosofía griega.
Exégesis escriturística:
- Comentario al Evangelio de San Juan;
- Glaphyra;
- Sobre la adoración y el culto en espíritu y en verdad.

Polémicas:
- Contra las blasfemias de Nestorio;
- Tesoro de la santa y consustancial Trinidad: frente a los arrianos.

## Su tabla pascual de 114 años
Cirilo prestó al pío emperador cristiano Teodosio II (AD 408-450) un gran servicio dedicando a él su tabla pascual. Es también importante notar que la tabla pascual de Cirilo era provista de una estructura básica metónica en la forma de un ciclo lunar metónico de 19 años adoptado por él alrededor del año 425, que era muy diferente del primerísimo ciclo lunar metónico de 19 años inventado alrededor del año 260 por Anatolio de Laodicea, pero exactamente igual al ciclo lunar semejante que había sido introducido alrededor del año 412 por Annianos; el equivalente juliano de este ciclo lunar (alejandrino) adoptado por Cirilo y hoy llamado el ‘ciclo lunar (alejandrino) clásico de 19 años’ aparecería de nuevo solo mucho más tarde: un siglo más tarde a Roma como la estructura básica de la tabla pascual de Dionisio el Exiguo (alrededor del año 525) y otros dos siglos más tarde en Inglaterra como la de la tabla de Pascua de Beda (alrededor del año 725).

### Los Doce Anatemas de Cirilo
Los anatemas dogmáticos contra la supuesta postura de Nestorio servirían como salvaguardas de la ortodoxia, condenando errores cristológicos y aclarando la fe católica. Las afirmaciones siguientes componen los anatemas:
1. Si alguien no confiesa que Dios es según verdad el Emmanuel, y que por eso la Santa Virgen es Madre de Dios [Teotokos] (pues dio a luz carnalmente al Hijo de Dios hecho carne), sea anatema.
2. Si alguien no confiesa que el Hijo de Dios Padre se unió a la carne según hipóstasis y que Cristo es uno con su propia carne, a saber, que él mismo es Dios al mismo tiempo que hombre, sea anatema.
3. Si alguien divide en el solo Cristo las hipóstasis después de la unión, uniéndolas solo por la conexión de la dignidad o de la autoridad y potestad, y no más bien por la conjunción que resulta de la unión natural, sea anatema.
4. Si alguien distribuye entre dos personas o hipóstasis las voces contenidas en los escritos apostólicos o evangelios o dichas sobre Cristo por los santos o por él mismo sobre sí mismo; y unas las acomoda al hombre propiamente entendido aparte del Verbo de Dios, y otras, como dignas de Dios, al solo Hijo de Dios Padre, sea anatema.
5. Si alguien se atreve a decir que Cristo es hombre teófono, portador de Dios y no, más bien, Dios verdadero, como hijo único y natural, según el Verbo se hizo carne y tuvo parte de modo semejante a nosotros en la carne y en la sangre [Hebreos 2:14], sea anatema.
6. Si alguien se atreve a decir que el Hijo del Padre es Dios o Señor de Cristo y no confiesa más bien  que él mismo es juntamente Dios y hombre, puesto que el Verbo se hizo carne, según las Escrituras [Juan 1:14], sea anatema,
7. Si alguien dice que Jesús fue ayudado como hombre por el Verbo de Dios, y le fue atribuida la gloria del Unigénito, como si fuera otro distinto de él, sea anatema.
8. Si alguien se atreve a decir que el hombre asumido ha de ser coadorado con Dios Verbo y conglorificado y, juntamente con él, llamado Dios, como uno en el otro (pues la partícula "con" esto nos fuerza a entender siempre que se añade) y no, más bien, con una sola adoración honra a Emmanuel y una sola gloria le tributa según que el Verbo se hizo carne [Juan 1:14], sea anatema.
9. Si alguien dice que el solo Señor Jesucristo fue glorificado por el Espíritu, como si hubiera usado de la virtud de éste como ajena y de él hubiera recibido poder obrar contra los espíritus inmundos y hacer milagros en medio de los hombres, y no dice, más bien, que es su propio Espíritu aquel por quién obró los milagros, sea anatema.
10. La divina Escritura dice que Cristo se hizo nuestro Sumo Sacerdote y Apóstol de nuestra confesión [Hebreo 3:1] y que por nosotros se ofreció a sí mismo en olor de suavidad a Dios Padre [Efesios 5:2]. Si alguien, pues, dice que no fue el mismo Verbo de Dios quien se hizo nuestro Sumo Sacerdote y Apóstol, cuando se hizo carne y hombre entre nosotros, sino otro fuera de él, hombre propiamente nacido de mujer; o si alguien dice que también por sí mismo ofreció como ofrenda y no, más bien, por nosotros solos (pues no tenía necesidad alguna de ofrenda el que no conoció el pecado), sea anatema.
11. Si alguien no confiesa que la carne del Señor es vivificante y propia del mismo Verbo de Dios Padre, sino de otro fuera de él, aunque unido a él por dignidad, o que solo tiene la inhabitación divina; y no, más bien, vivificante como hemos dicho, porque se hizo propia del Verbo, que tiene poder de vivificarlo todo, sea anatema.
12. Si alguien no confiesa que el Verbo de Dios padeció en la carne y fue crucificado en la carne, y gustó de la muerte en la carne, y fue hecho primogénito de entre los muertos [Colosenses 1:18], según es vida y vivificador como Dios, sea anatema.[12]

## Eponimia
- El cráter lunar Cyrillus lleva este nombre en su memoria.